# Следово (Костромская область)
Следово — деревня в Расловском сельском поселении Судиславского района Костромской области России.

## Население
| 2008 | 2010 | 2014 |
| ---- | ---- | ---- |
| 9    | ↘0   | ↗12  |

## Усадьба
Рядом с деревней находится отреставрированная усадьба Следово с заповедником редких растений.